# دانشگاه قرویین
دانشگاه قرویین (به عربی: جامعة القرويين) دانشگاهی است در شهر فاس کشور مراکش.
این دانشگاه در سال ۸۶۹ میلادی به عنوان یک مدرسه دینی بنیاد شد و امروزه یکی از مراکز روحانی و آموزشی سنی‌مذهبان است.ll
این دانشگاه در سال ۸۵۹ توسط فاطمه الفِهری دختر بازرگانی توانگر به نام محمد الفهری به عنوان بخشی از یک مسجد بنیاد شد.
خانواده فهری در اوایل سدهٔ ۹ میلادی به همراه گروهی دیگر از شهر قیروان تونس به فاس مهاجرت کرده‌بودند.
فاطمه و خواهرش مریم پول فراوانی از پدر به ارث بردند و فاطمه تصمیم گرفت تا تمامی ارثیه خود را صرف ساختن مسجدی مناسب برای مردم شهر کند.